# Печеркин, Александр Андреевич
Александр Андреевич Печеркин (18 ноября 1896 года, Троицк, Челябинский уезд Оренбургской губернии — 5 ноября 1947 года, Пермь) — советский учёный-медик, доктор медицинских наук.

## Биография
Родился 18 ноября 1896 года в городе Троицке Челябинского уезда Оренбургской губернии в семье сельского учителя.
В 1916 году поступил на медицинский факультет Пермского университета, где проучился два курса и затем перевелся в Томский университет, откуда был призван в Красную армию. Участвовал в Гражданской войне. В 1920 году был демобилизован и направлен в распоряжение Екатеринбургского Губвоенкома. С 1921 года продолжил образование на медицинском факультете Уральского государственного университета, который окончил в 1924 году. В этом же году Печеркин был избран штатным ординатором, в 1928 году — ассистентом и в 1937 году — приват-доцентом клиники нервных болезней Молотовского медицинского института (ныне Пермский государственный медицинский университет. С 1938 года и до конца жизни он заведовал кафедрой нервных болезней вновь организованного Молотовского стоматологического института. В 1935 году А. А. Печеркину была присвоена ученая степень кандидата медицинских наук без защиты диссертации.
В 1941 году был призван в ряды Красной армии и служил начальником эвакогоспиталя № 3782, а с 1943 года — эвакогоспиталя № 5938. Приказом Наркома обороны СССР от 24.04.1943 года ему присвоено воинское звание майора медицинской службы. В 1944 году, во время войны, защитил докторскую диссертацию на тему «Клиника опухолей задней черепной ямки».
После войны продолжал заниматься медициной — в сферу научных интересов Печеркина входили проблемы изучения клещевого энцефалита, военного нейротравматизма, челюстно-лицевой хирургии. Будучи членом ВКП(б)/КПСС, занимался общественной деятельностью, был депутатом и членом исполкома Молотовского горсовета, членом Ленинского райкома партии и членом Ученого совета при областном отделе здравоохранения.
Умер 5 ноября 1947 года в Перми, похоронен на Егошихинском кладбище около Успенской церкви.
В Государственном архиве Пермского края имеются документы, относящиеся к А. А. Печеркину.

## Награды
- Был награжден орденом Красной Звезды и медалями, в числе которых «За победу над Германией в Великой Отечественной войне 1941–1945 гг.» и «За доблестный труд в Великой Отечественной войне 1941–1945 гг.».
- Внесен в Книгу Почета медицинских работников Молотовской области, особо отличившихся в годы Великой Отечественной войны.